# No Good Read Goes Unpunished
"No Good Read Goes Unpunished" (Ninguna buena lectura queda impune en España e Hispanoamérica) es el decimoquinto episodio del vigesimonovena temporada de la serie televisiva animada Los Simpson, y el episodio 633 de la serie en general. Se emitió en los Estados Unidos en Fox el 8 de abril de 2018.  El episodio recibió críticas negativas por parte de los fanáticos y críticos.

## Argumento
Después de que Marge forzó a todos a entregar sus aparatos electrónicos e hizo que la familia se fuera de viaje a una librería, Bart descubre que puede usar el libro 'The Art of War' para manipular a Homer para que le permita ir a una convención de Tunnelcraft. Homero lee el libro para, a su vez, manipular a Bart actuando como Flanders. 
Mientras tanto, Marge compra un viejo libro llamado "La Princesa en el Jardín" que solía ser uno de sus favoritos con la esperanza de leérselo a Lisa, pero se da cuenta de que es culturalmente ofensivo. Marge decide editar la historia para disminuir los estereotipos y clichés ofensivos, pero después de leérsela a Lisa, los dos están de acuerdo en que ha perdido significado. Lisa decide llevar a Marge a la Universidad de Springfield, donde se le dice que los críticos modernos leen el libro como una sátira subversiva de la conformidad. Sin embargo, Marge no está del todo convencida, y los críticos admiten que tampoco lo creen del todo.

## Recepción
Dennis Perkins de The A.V. Club dio a este episodio un D+, afirmando, "Irritante en varios niveles simultáneos, 'No Good Read Goes Unpunished' sería más molesto si fuera más memorable. Sigue siendo bastante molesto. Hablaremos de los temas secundarios ahora, pero este episodio no es gracioso. No de forma ofensiva, ni siquiera desastrosa, sino en su total falta de bromas que hagan reír. El guión comete algunos de los pecados más recientes de la firma Simpsons, pero más que ningún otro, es cómicamente inerte. La historia no avanza, se mueve como Homer en una hamaca y se tambalea. Hubo una y sólo una broma que se despertó por lo menos a la astucia, si no a la risa. Homer, sacudido al volante por la campaña de manipulación inspirada en el "Arte de la Guerra" de Bart, el crucero de Wiggum. "Produciendo un globo, presumiblemente para una prueba de sobriedad, Wiggum hace que Homer haga un conejito, luego lo arrastra para proveer el entretenimiento para la fiesta de cumpleaños de Ralph."
"No Good Read Goes Unpunished" obtuvo una puntuación de 0,9 con 4 acciones y fue visto por 2,15 millones de personas, lo que lo convierte en el programa mejor valorado de la noche por Fox.

## Alusión aThe Problem with Apu
El episodio alude al documental de 2017 The Problem with Apu ó El problema con Apu, escrito y protagonizado por Hari Kondabolu, en el que se abordaban los temas relacionados con los estereotipos raciales que se ven en el personaje de Los Simpson Apu Nahasapeemapetilon. Mientras una foto enmarcada de Apu está en primer plano, Lisa se vuelve hacia el público y dice: «Algo que comenzó hace décadas y fue aplaudido e inofensivo es ahora políticamente incorrecto. ¿Qué puedes hacer?» Marge responde: «Algunas cosas se tratarán más adelante». Lisa agrega: «Si es que hay algo».
Kondabolu se sintió decepcionado de que el programa redujera la «conversación más amplia de la película sobre la representación de grupos marginados» a una queja específica, vocalizada por Lisa, de que el personaje es «políticamente incorrecto».
Esa misma semana, Al Jean declaró que intentaría «tratar de encontrar una respuesta que sea popular y un derecho más importante».